# Nicholas Ware
Nicholas Ware, född 1769 i Caroline County i Virginia, död 7 september 1824 i New York, var en amerikansk politiker (demokrat-republikan). Han representerade delstaten Georgia i USA:s senat från 1821 fram till sin död.
Ware studerade både medicin och juridik. Han arbetade sedan som advokat i Augusta, Georgia. Han var borgmästare i Augusta 1819-1821.
Senator Freeman Walker avgick 1821 och efterträddes av Ware. Han avled 1824 i ämbetet och efterträddes av Thomas W. Cobb.
Wares grav finns på Grace Episcopal Churchyard i Queens.